# 滨海布洛涅
滨海布洛涅（法語：Boulogne-sur-Mer，法語：[bulɔɲ syʁ mɛʁ] ⓘ），法国北部城市，上法兰西大区加来海峡省的一个市镇，同时也是该省的一个副省会，下辖滨海布洛涅区，其市镇面积为8.42平方公里，2022年1月1日时人口数量为41,039人，在法国城市中排名第183位。
滨海布洛涅位于加来海峡省西部，大西洋海滨，是一个区域性的中心城市和交通枢纽。滨海布洛涅历史悠久，凯撒大帝曾将其设为古罗马帝国大西洋沿岸的重要港口，中世纪时则兴建了滨海布洛涅古城，成为法国北部沿海最大的防御工事之一，近代则因工业和旅游业的兴起而再次获得发展。1905年，滨海布洛涅举办了首届国际世界语大会。

## 地名来源
“布洛涅”一名出现于公元三世纪，其形式为，意为“城市建设”，这也是意大利城市博洛尼亚的名称来源。

## 历史

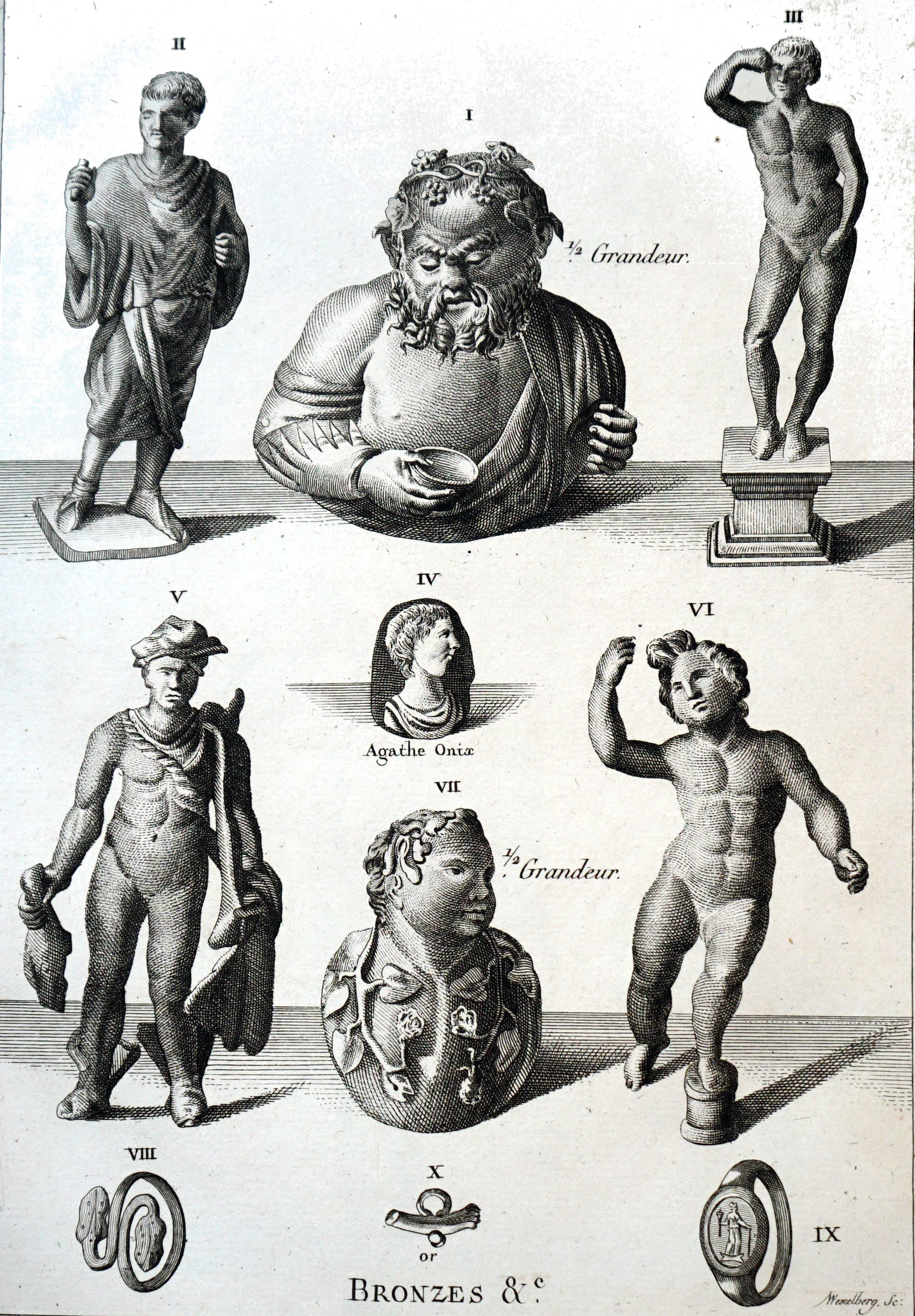
热索里亚库姆人物雕塑复原图

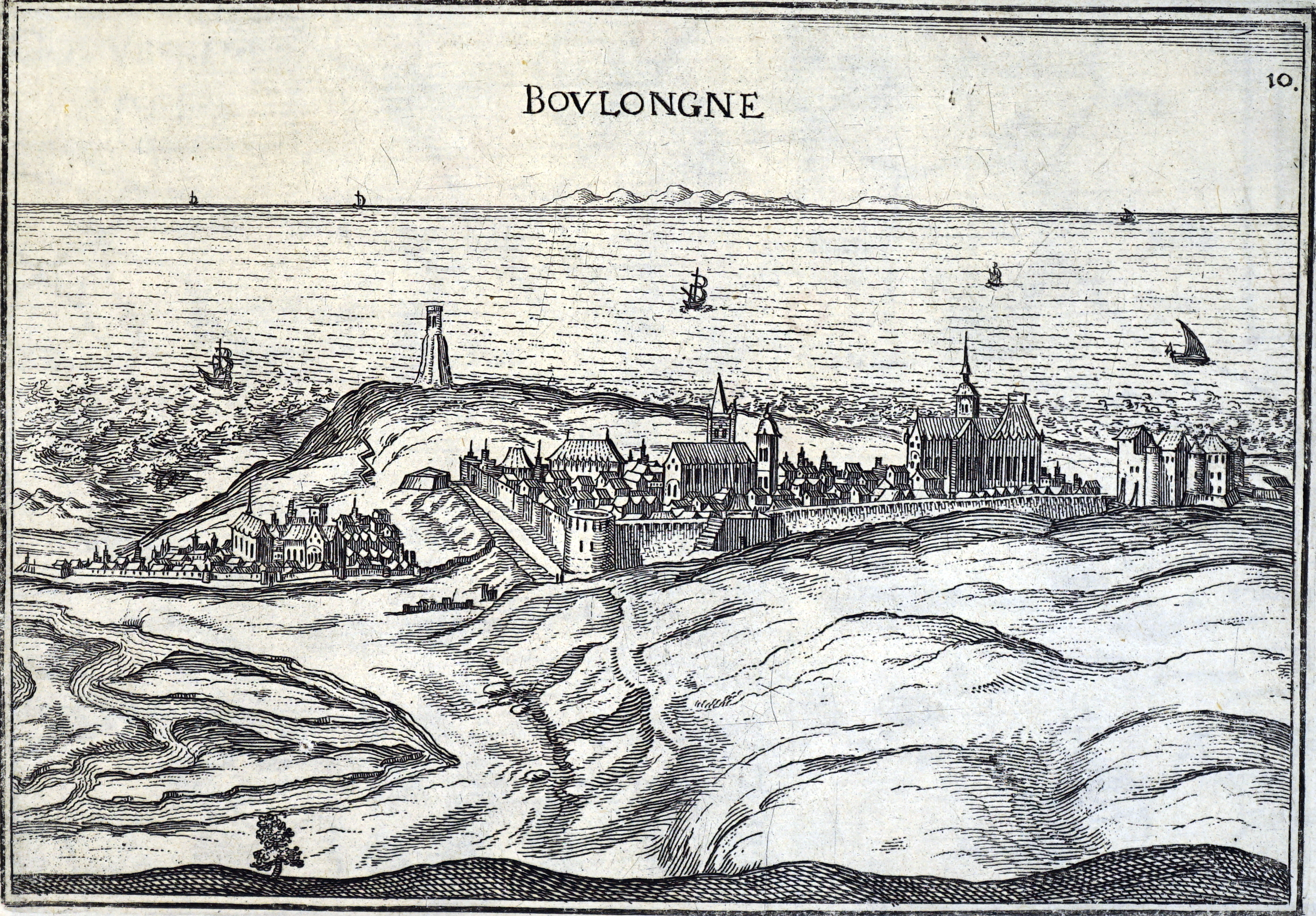
1634年的滨海布洛涅

滨海布洛涅历史悠久，公元前长期为高卢人的一支——莫兰人的活动范围。罗马人入侵后，凯撒大帝于公元前55年选址此地建立港口城市热索里亚库姆，并将其作为横跨英吉利海峡攻占英格兰的据点；同时，连接热索里亚库姆和里昂的罗马海洋大道也在此后建成，成为古罗马帝国内一条重要的商路。公元3世纪，热索里亚库姆附近的高地上出现了另一座城市“博诺尼亚”（Bononia），成为布洛涅现代城市的前身。中世纪中期，布洛涅成为一个伯国的首府，1382年整体合并入阿尔图瓦伯国，1478年成为法兰西皇室领土。17世纪末，滨海布洛涅成为一个重要的渔港。法国大革命期间，滨海布洛涅曾为改革派更名为“波尔德吕尼永”（Port-de-l'Union，意为“联合港口”）。拿破仑一世对外扩张期间曾在滨海布洛涅大兴土木，修建军事设施。1848年，连接巴黎和滨海布洛涅之间的铁路线建成，滨海布洛涅成为巴黎和伦敦之间的一个水陆码头。工业革命期间，滨海布洛涅依靠北部-加来海峡煤矿区的能源而成为一座重要的化工业城市；同时，滨海布洛涅又因距离巴黎相对较近而成为一座海滨度假疗养城市，当地出现了多个赌场，并于1894年举办了世界首个海洋水疗研究会议。1905年，首届国际世界语大会在滨海布洛涅召开，并在此发布《布倫宣言》。1940年5月22日，纳粹德军发动滨海布洛涅围城战并于3天后占领此地，1944年6月，布洛涅成为同盟军登陆法国的一个重要港口，并对当地的纳粹军营进行了猛烈的轰炸。1991年，滨海布洛涅境内的Nausicaá海洋馆开业，此后通过多次改建和扩容，最终面积超过10万平方米，成为法国最大的海洋馆之一。2003年，滨海布洛涅的科米洛格工厂（Comilog）因经营不善而倒闭，使得当地超过三千人失业，造成了较为严重的社会负面影响。

## 地理
滨海布洛涅位于法国北部，上法兰西大区西部和加来海峡省西部，距离省会阿拉斯大约116公里。与滨海布洛涅接壤的市镇包括：乌特罗、勒波泰勒、圣马丹布洛涅、维姆勒、维米勒。

### 地形
滨海布洛涅位于大西洋东岸，地势自海岸线向东侧逐渐抬升，全境海拔在0到110米之间。

### 水文
滨海布洛涅市区位于利亚讷河入海口两岸，该河独立入海，不属于法国五大流域当中的任何一个。
滨海布洛涅附近海域被称为“奥帕尔海岸”，其中“奥帕尔”意为“纯白色”，这一名称与该地区海岸大量分布的白垩有关。

### 植被
滨海布洛涅属于温带落叶林区，市区内的主要绿地分布于坦泰勒里铁球园（Boulodrome des Tintellieries）以及环绕古城的绿化区域内等，这些区域均常年免费向公众开放。

### 气候
滨海布洛涅在柯本气候分类法中属于温带海洋性气候。
滨海布洛涅境内设有气象站，以下为该气象站的数据（其中日照数据取自勒图凯气象站）：
| 滨海布洛涅1981年－2019年 | 滨海布洛涅1981年－2019年 | 滨海布洛涅1981年－2019年 | 滨海布洛涅1981年－2019年 | 滨海布洛涅1981年－2019年 | 滨海布洛涅1981年－2019年 | 滨海布洛涅1981年－2019年 | 滨海布洛涅1981年－2019年 | 滨海布洛涅1981年－2019年 | 滨海布洛涅1981年－2019年 | 滨海布洛涅1981年－2019年 | 滨海布洛涅1981年－2019年 | 滨海布洛涅1981年－2019年 | 滨海布洛涅1981年－2019年 |
| 月份                     | 1月                      | 2月                      | 3月                      | 4月                      | 5月                      | 6月                      | 7月                      | 8月                      | 9月                      | 10月                     | 11月                     | 12月                     | 全年                     |
| ------------------------ | ------------------------ | ------------------------ | ------------------------ | ------------------------ | ------------------------ | ------------------------ | ------------------------ | ------------------------ | ------------------------ | ------------------------ | ------------------------ | ------------------------ | ------------------------ |
| 历史最高温 °C（°F）      | 15 (59)                  | 18.9 (66.0)              | 22.7 (72.9)              | 26 (79)                  | 31.2 (88.2)              | 33.3 (91.9)              | 36.4 (97.5)              | 34.8 (94.6)              | 31.5 (88.7)              | 27.2 (81.0)              | 20 (68)                  | 17.2 (63.0)              | 36.4 (97.5)              |
| 平均高温 °C（°F）        | 6.8 (44.2)               | 6.9 (44.4)               | 9.3 (48.7)               | 12 (54)                  | 15.4 (59.7)              | 17.7 (63.9)              | 20.1 (68.2)              | 20.5 (68.9)              | 18.3 (64.9)              | 14.8 (58.6)              | 10.5 (50.9)              | 7.5 (45.5)               | 13.3 (55.9)              |
| 日均气温 °C（°F）        | 4.9 (40.8)               | 4.8 (40.6)               | 7 (45)                   | 9.2 (48.6)               | 12.4 (54.3)              | 14.9 (58.8)              | 17.2 (63.0)              | 17.7 (63.9)              | 15.6 (60.1)              | 12.4 (54.3)              | 8.4 (47.1)               | 5.5 (41.9)               | 10.8 (51.4)              |
| 平均低温 °C（°F）        | 2.9 (37.2)               | 2.7 (36.9)               | 4.6 (40.3)               | 6.3 (43.3)               | 9.5 (49.1)               | 12.1 (53.8)              | 14.4 (57.9)              | 14.9 (58.8)              | 13 (55)                  | 10 (50)                  | 6.3 (43.3)               | 3.5 (38.3)               | 8.4 (47.1)               |
| 历史最低温 °C（°F）      | −13.4 (7.9)              | −13.6 (7.5)              | −7.8 (18.0)              | −2 (28)                  | 1.6 (34.9)               | 4 (39)                   | 8 (46)                   | 9 (48)                   | 5.8 (42.4)               | −1 (30)                  | −6 (21)                  | −9.6 (14.7)              | −13.6 (7.5)              |
| 平均降水量 mm（）        | 67.9 (2.67)              | 46.7 (1.84)              | 53.3 (2.10)              | 51.4 (2.02)              | 55.8 (2.20)              | 50.7 (2.00)              | 53.5 (2.11)              | 50.9 (2.00)              | 68.8 (2.71)              | 94.5 (3.72)              | 97 (3.8)                 | 87.4 (3.44)              | 777.9 (30.63)            |
| 月均日照時數             | 64.2                     | 77.6                     | 127.1                    | 179                      | 200.2                    | 213.9                    | 220.9                    | 201.1                    | 158                      | 113.3                    | 62.7                     | 51.7                     | 1,669.7                  |
| 来源：infoclimat.fr      |                          |                          |                          |                          |                          |                          |                          |                          |                          |                          |                          |                          |                          |

## 行政区划
滨海布洛涅是法国上法兰西大区加来海峡省的一个市镇，编号为62160，它也是加来海峡省的一个副省会。滨海布洛涅下辖滨海布洛涅区，管理滨海布洛涅第一县和第二县，同时也是布洛涅城市圈公共社区的办公驻地。
滨海布洛涅市镇被划为13个街区，并实行街区自治制度。
法国国家统计与经济研究所（简称）在进行数据统计时，将滨海布洛涅及相邻的另外7个市镇设为滨海布洛涅城市核心区，并将包括核心区在内的周边共45个市镇划为滨海布洛涅城市区。同时，还将滨海布洛涅市镇分为了18个“块区”（IRIS），以便于统计人口分布情况。

## 交通

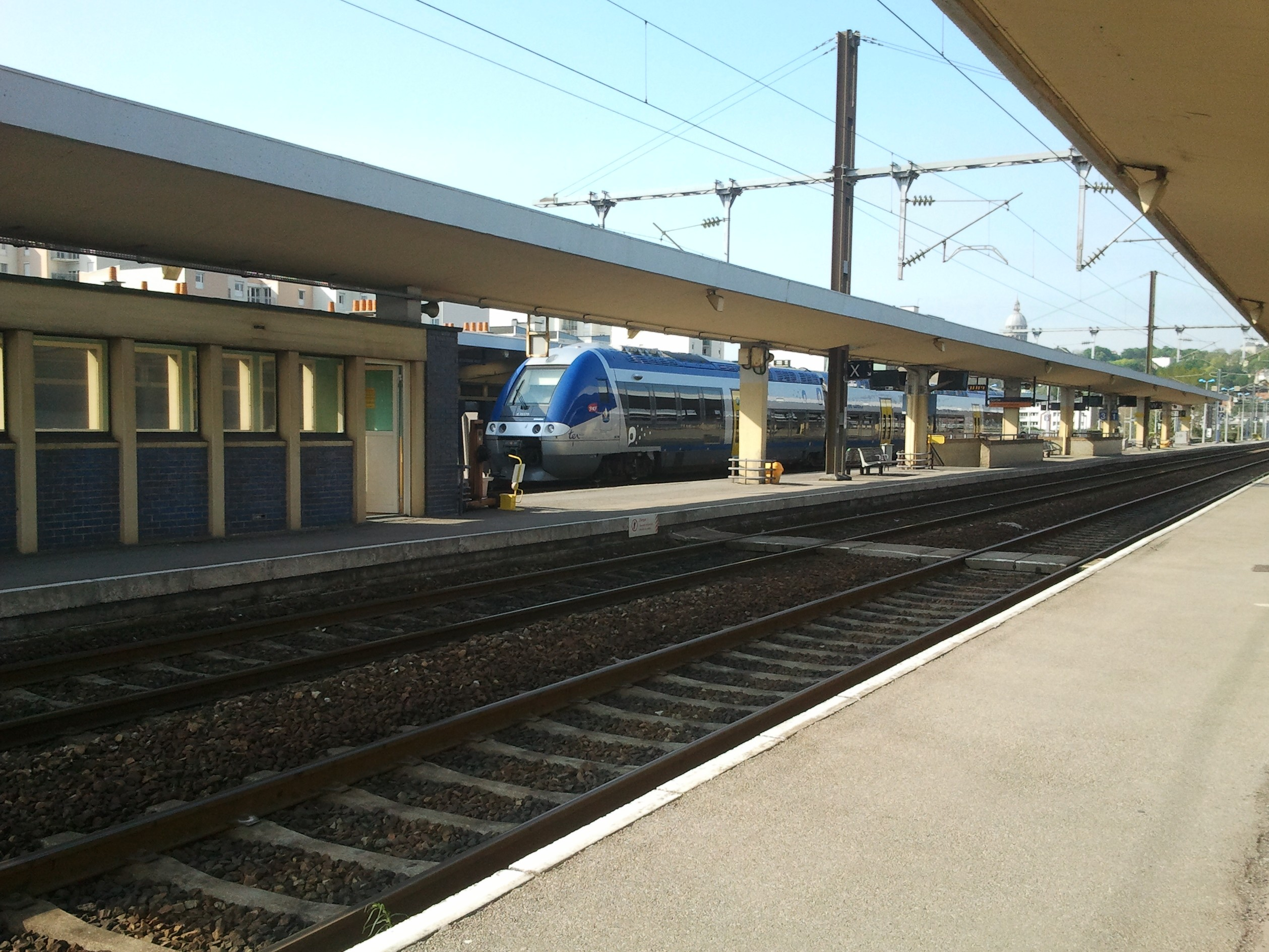
布洛涅城站的站台

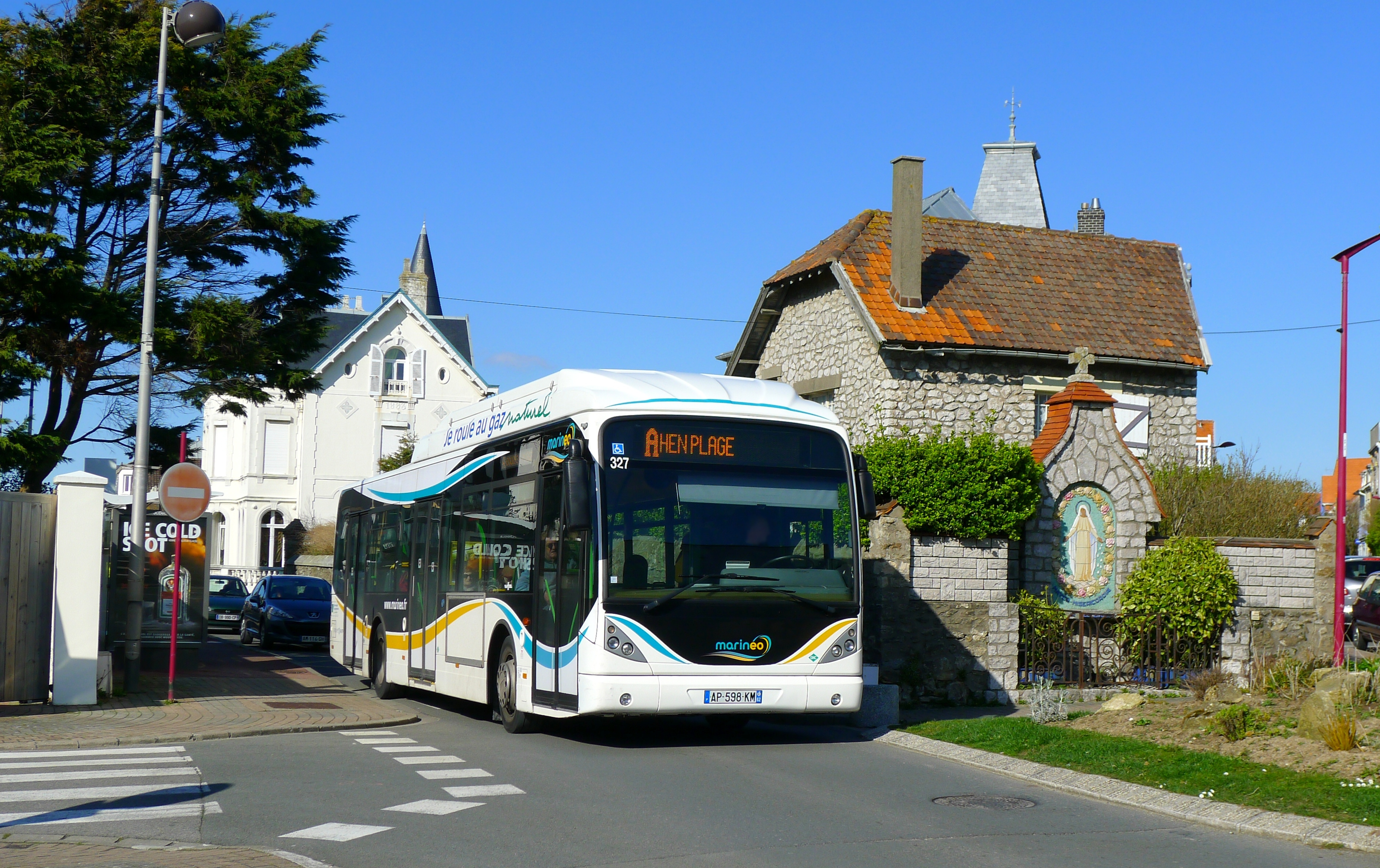
滨海布洛涅街头的一辆公共汽车

### 公路
A16高速公路从市区东部的圣马丁境内穿过并设有3个出入口可与市区相连，另有多条加来海峡省省道在滨海布洛涅境内交汇。
加来海峡省城际客运下属的多条线路可前往滨海布洛涅周边部分市镇。
2016年，53.7%的滨海布洛涅家庭拥有至少一辆的私人汽车。同年，滨海布洛涅境内共发生各类交通事故13起，造成2人遇难，13人受伤。

### 铁路
滨海布洛涅位于隆戈－布洛涅铁路和布洛涅－加来铁路的交汇点上，两条铁路在此贯通运营。滨海布洛涅市区内共有两个铁路车站，其中布洛涅城站位于市区东南部，该站开行前往里尔和巴黎的高速列车，同时还停靠往返于巴黎和加来一线的区域列车；而布洛涅坦泰勒里站则位于市区东北部，仅供区域列车停靠。

### 航空
滨海布洛涅市区以南大约20公里外设有勒图凯-奥帕尔海岸，该机场供私人小型飞机停靠。除此之外距离滨海布洛涅最近的民用航空站为里尔机场，距离滨海布洛涅市中心约130公里。

### 城市公共交通
滨海布洛涅城市公共交通（商业名称为）是当地的城市公共交通系统，截至2020年5月，该系统共包含15条市区公交线路，按照拉丁字母编号；另有两条定制公交线路和数十条校车线路，路网覆盖了其城市圈公共社区内的所有市镇。
1878年至1951年间，滨海布洛涅曾有老式有轨电车运行。

## 政治

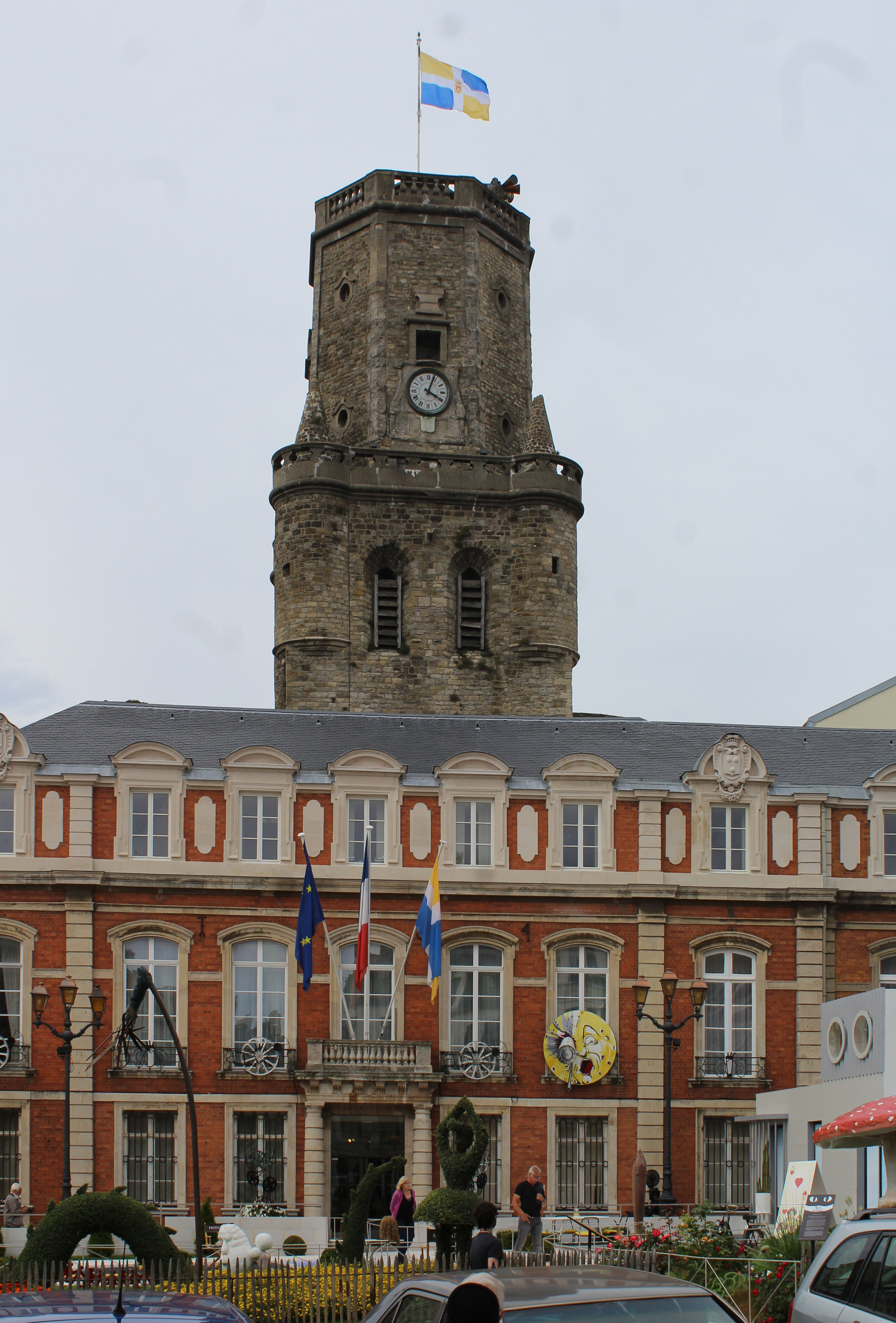
滨海布洛涅市政厅

滨海布洛涅的现任市长为弗雷德里克·屈维利耶先生，他是社会党的一名成员，在2014年的市政选举中获得了54.8%的支持率，在2020年的市政选举中则获得66.82%的支持率。
在2017年的法国总统大选中，法国第25任总统埃马纽埃尔·马克龙在滨海布洛涅获得了55.02%的支持率。
| 滨海布洛涅历届市长 |                        |                      |
| 任期               | 市长                   | 党派                 |
| 1945年－1947年     | 亨利·恩纳盖尔          | SFIO工人国际法国支部 |
| 1947年－1953年     | 让·费韦                | RPF法国人民联盟      |
| 1953年－1977年     | 亨利·埃内盖勒          | PS社会党             |
| 1977年－1989年     | 居伊·朗加涅            | PS社会党             |
| 1989年－1996年     | 让·米瑟莱              | DVD右翼无党派人士    |
| 1996年－2002年     | 居伊·朗加涅            | PS社会党             |
| 2002年－2012年     | 弗雷德里克·屈维利耶    | PS社会党             |
| 2012年－2014年     | 米蕾耶·安格雷兹-塞雷达 | PS社会党             |
| 2014年－           | 弗雷德里克·屈维利耶    | PS社会党             |

## 人口
2017年，滨海布洛涅市镇人口数量为40,874，在法国排名第183位。其中男性19,480人，女性22,189人，75岁及以上人口占7.7%，外籍人口数量为1,242人，人口密度为4,854人/平方公里，当地居民被称为（男性）或（女性）。2018年，滨海布洛涅境内出生499人，死亡人口484人。
| 年份   | 1936   | 1946   | 1954   | 1962   | 1968   | 1975   | 1982   | 1990   | 1999   | 2006   | 2011   | 2016   | 2017   |
| ------ | ------ | ------ | ------ | ------ | ------ | ------ | ------ | ------ | ------ | ------ | ------ | ------ | ------ |
| 人口數 | 52,371 | 34,885 | 41,870 | 49,281 | 49,276 | 48,440 | 47,653 | 43,678 | 44,859 | 44,273 | 42,680 | 41,669 | 40,874 |

## 经济
滨海布洛涅是一个区域性的中心城市。截至2020年5月，当地共有4,632家用人单位，平均历史为17年，行政、医疗及社会服务是当地的主要就业岗位类型。

## 财政收入
2018年，滨海布洛涅的财政收入总额为65,438,300欧元，财政支出总额为56,793,200欧元，当年的债务总额为56,560,100欧元。
2014年，滨海布洛涅的人均收入总额为2,350欧元，其中高职人员为3,903欧元，普通职员为1,750欧元。
2016年，滨海布洛涅境内的青壮年（15至64岁）失业率为29%，当地29.4%的家庭拥有纳税资格。

## 社会事务

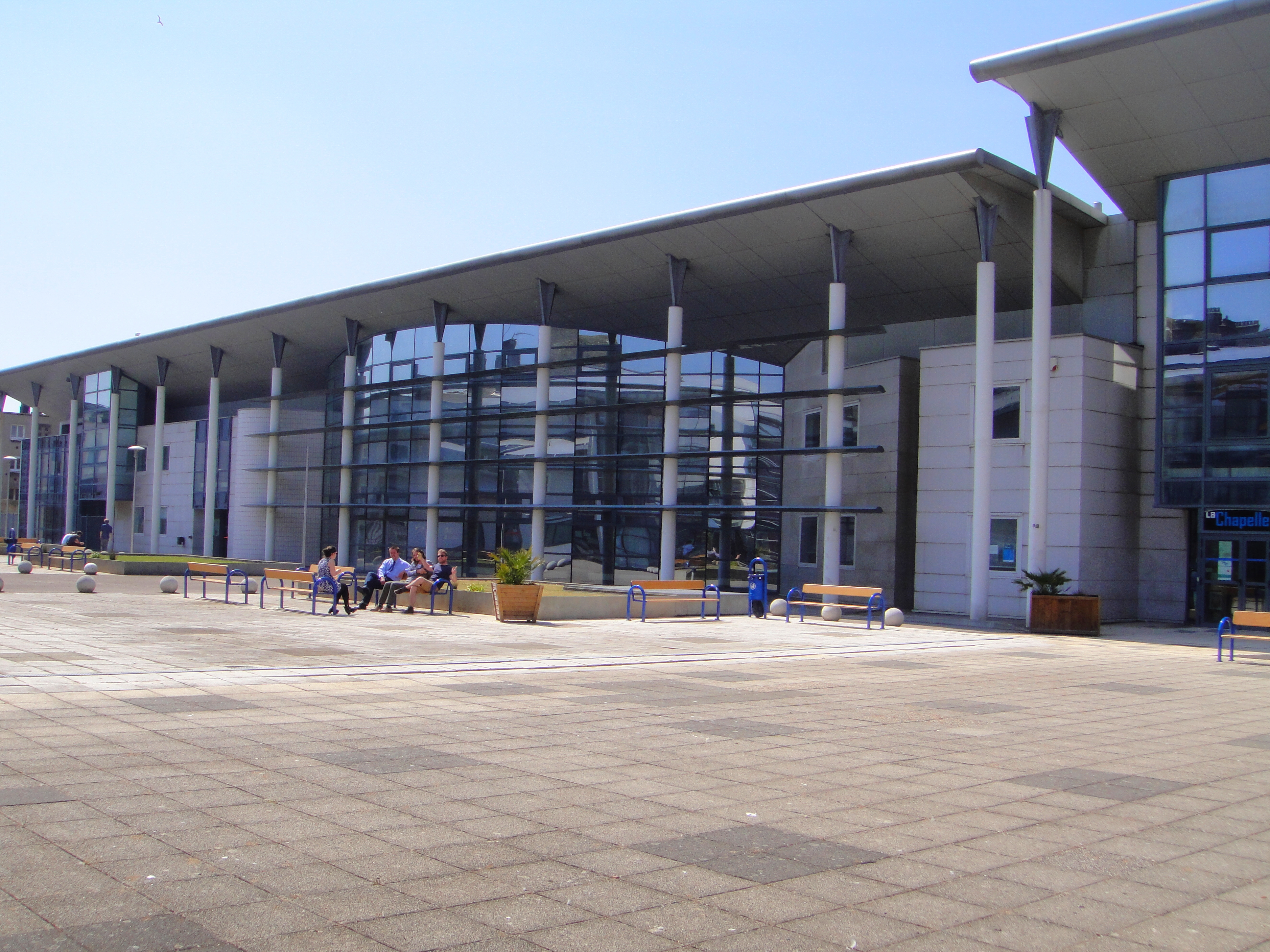
滨海大学滨海布洛涅校区

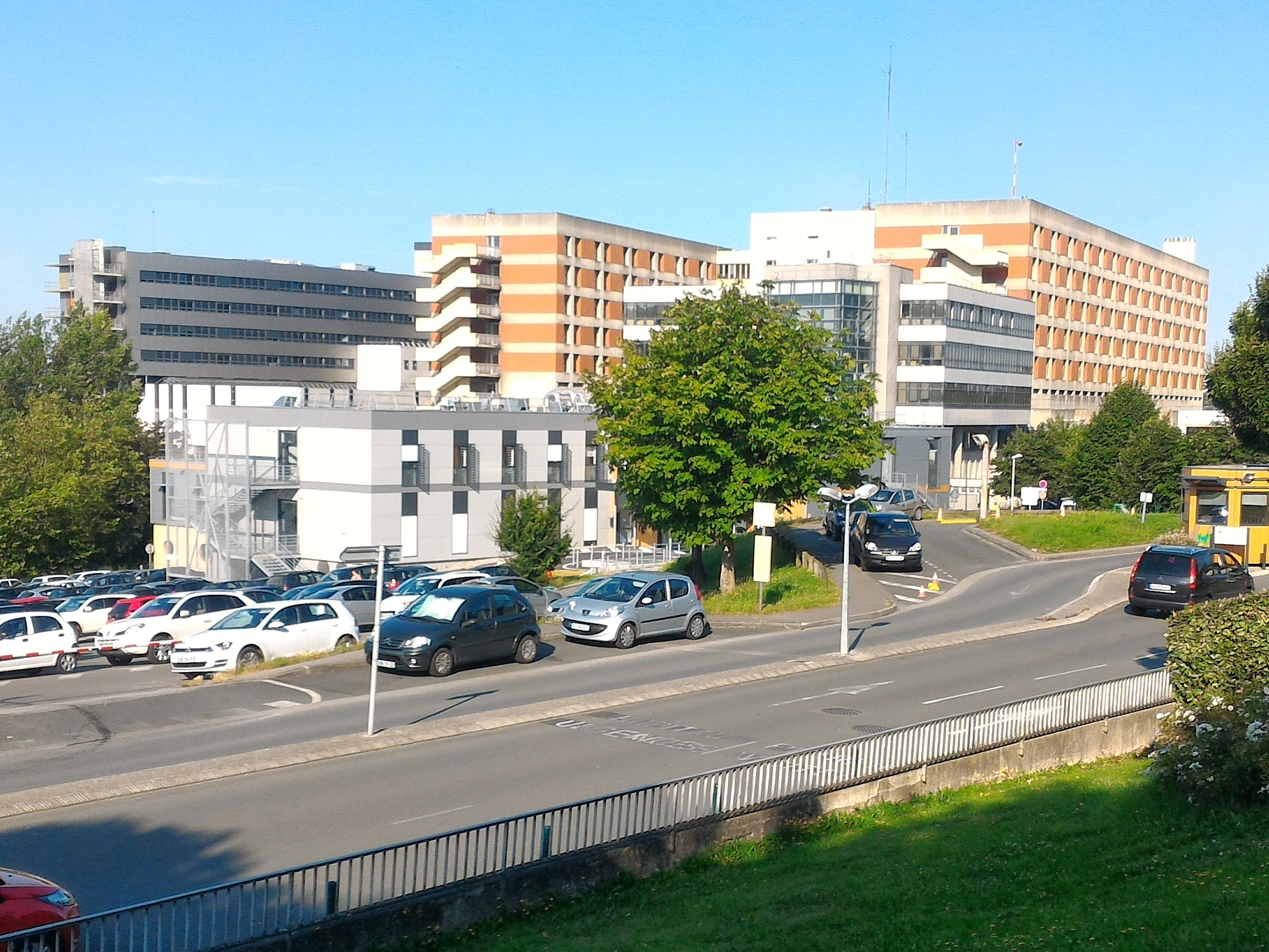
滨海布洛涅中心医院

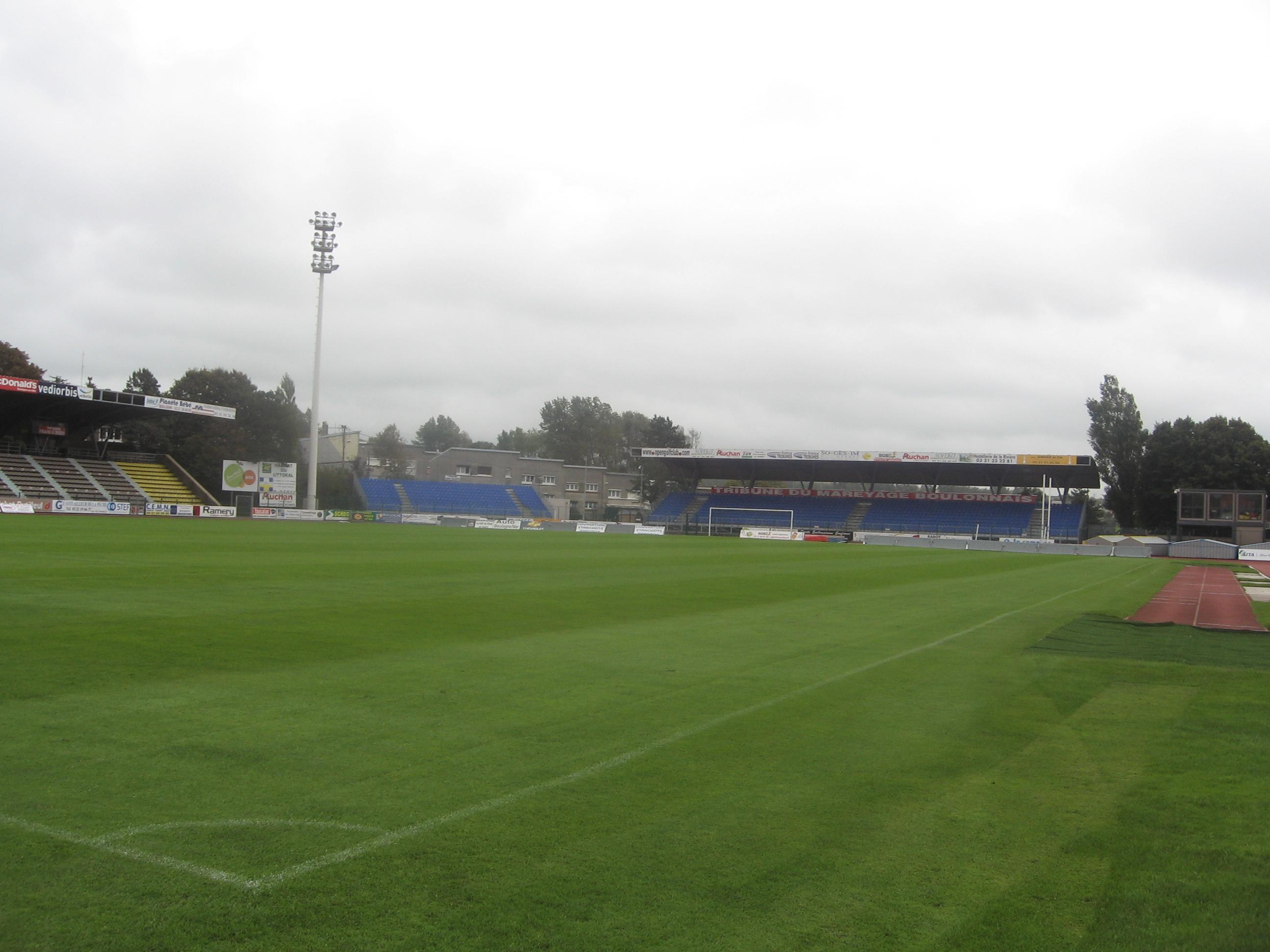
自由球场

### 教育
滨海布洛涅属于里尔学区。截止2018年1月1日，滨海布洛涅境内共有11所幼儿园、13所小学、6所初级中学、3所普通高中和1所职业高中。2018至2019学年度，滨海布洛涅境内共有在校中小学生6,684名。
在高等教育方面，滨海大学是法国的一个公立综合性大学，总部位于敦刻尔克，在滨海布洛涅设有一个校区。

### 医疗
截止2018年1月1日，滨海布洛涅境内共有全科医生52名、保健师57名、牙医27名、护士64名、耳科医生5名、眼科医生6名、皮肤科医生3名、助产士2名、儿科医生4名和妇科医生5名。境内共有药房23家，养老院11家，残疾人帮扶中心3家。
滨海布洛涅中心医院（Centre Hospitalier de Boulogne-sur-Mer）位于滨海布洛涅市区，是当地规模最大的公立综合性医院。此外当地还有奥帕尔海岸外科医疗中心（Centre Médical Chirurgical Obstétrical de la Côte d'Opale），是一家私立医院，受法国国家医疗保障系统的监管。

### 住房
2016年，滨海布洛涅境内共有各类住房23,163套，其中86.1%为常住房屋。集中式居民区主要分布在市区东部

### 商业
2017年，滨海布洛涅境内共有各类商铺2,154家，其中餐饮服务类880家。市区东部的圣马丁境内建有大型开放式商业街区。

### 体育
2018年，滨海布洛涅境内共有1家游泳池、7间健身房、1座综合体育场、6处网球场、3处足球或橄榄球场以及5处篮球或排球场。
布羅尼體育會，全名为“布洛涅-奥帕尔海岸体育联盟”（Union sportive Boulogne Côte d'Opale），是当地的一支足球队，成立于1898年，2019至2020赛季参加法国全国联赛（法丙），其主场自由球场可同时容纳超过1.5万名观众，是当地规模最大的体育设施。

### 环境
滨海布洛涅的环境事务由其所属的公共社区负责。2017年，滨海布洛涅境内共有2家污染企业。

### 治安
2014年，滨海布洛涅及附近地区共发生各类案件5,202起，其中盗窃类案件3,179起，经济类案件521起，毒品交易类案件255起。

## 文化

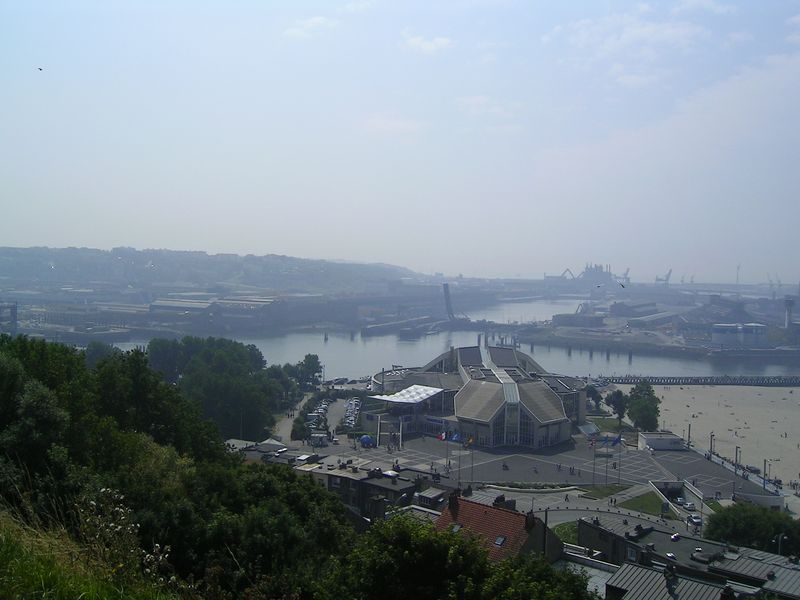
Nausicaá海洋馆

2018年，滨海布洛涅境内共有1个剧场、1个电影院、2个博物馆和1个音乐厅。

### 建筑
滨海布洛涅境内有多处法国国家文物保护单位，其中于中世纪建成的滨海布洛涅古城历史上为重要的军事防御设施，现主体保存完好，内部有多处历史建筑，是当地的代表性城市景观，其城中心的滨海布洛涅钟楼已于2005年作为“比利时和法国的钟楼”的一部分而成为世界文化遗产。

### 旅游
2020年，滨海布洛涅境内共有13个宾馆共计424间房间。Nausicaá海洋馆是当地的主要游览设施。

### 媒体
法国主要的媒体均可在滨海布洛涅接收，法国电视三台下属的上法兰西大区频道在部分时段播出滨海布洛涅所属区域的地方新闻。大滨海电视台（Grand Littoral TV）总部位于滨海布洛涅，是当地的一家地方性电视台，成立于2017年，于2020年2月被法国BFM电视台收购，其信号通过光纤可在全法国范围内接收。

## 相关人物
法国足球运动员让-皮埃尔·帕潘和法蘭克·列貝利均出生于滨海布洛涅。

## 友好城市
截至2020年5月，滨海布洛涅共与四座城市互为友好城市关系：
- 英格兰 福克斯通
- 德国 茨韦布吕肯
- 摩洛哥 萨非
- 阿根廷 拉普拉塔